# Il popolo degli uccelli
Il popolo degli uccelli è un film del 1999 diretto da Rocco Cesareo.

## Trama
Il settantenne Antonio Lombardi vive a Roma in un appartamento molto piccolo che condivide con il figlio Luca, la nuora Laura ed il nipotino Francesco. Origliando un diverbio fra Luca e Laura, Antonio si rende conto di essere considerato un peso in famiglia e la cosa lo sconvolge molto. In seguito viene a conoscenza che rimarrà da solo durante il weekend e quindi decide di organizzare una grande abbuffata con gli amici di sempre. Durante il lauto banchetto, però, ha un malore e sviene. Risvegliatosi in ospedale si sente sempre più oppresso, amareggiato e depresso ed allora conviene di andarsene via insieme al nipotino Francesco.

## Costi e distribuzione
La pellicola si rivelò un clamoroso flop al botteghino: a fronte di un finanziamento statale di un miliardo e 200 milioni di lire, pari a circa 619.000 €, incassò appena 2.000€.